# 洛源县
洛源县，中国古县名。
隋朝大业元年（605年）以归德县改名，治今陕西省吴旗县西北。属庆州、弘化郡。大业十三年（617年）废。唐朝贞观二年（628年）复置，属庆州，贞观四年为北永州治，八年复属庆州，天宝元年（742年）属安化郡，至德元载（756年）属顺化郡，乾元元年（758年）属庆州。 